# Montensaun
Montensaun ist ein Ortsteil des Ortes Hera im osttimoresischen Suco Hera (Verwaltungsamt Cristo Rei, Gemeinde Dili).

## Geographie
Montensaun gehört zum Aldeia Mota Quic und liegt im Westen des Ortes Hera, in einer Meereshöhe von 34 m. Die Avenida Hera, die den Ort Hera mit der Landeshauptstadt Dili im Westen verbindet, verläuft nördlich von Montensaun. Südwestlich grenzt Montensaun an Heras Ortsteil Mota Quic, nordöstlich an Berukulun. Nördlich der Avenida Hera befinden sich die Ortsteile Bidik und Besidada.
Im Osten von Montensaun befindet sich die Technische Sekundar-Berufsschule Hera (Escola Secundaria Tecnica Vocacional ESTV-HERA).